# 위건
위건(영어: Wigan, /ˈwɪɡən/)은 잉글랜드 북부의 그레이터맨체스터주(Greater Manchester)에 속하는 지역이다. ‘위건’이라는 이름은 7세기에 붙여 졌으며, 원래는 아마 “마을”, “거주지”의 의미였다. 이외에도 켈트어의 Wigan이라는 이름을 따왔다는 설도 있다. 1199년 기록에서는 “Wigan”으로 표기되어 있었지만, 1240년의 기록에서는 “Wygayn”, 또한 “Wygan”이라는 이름을 사용한 자료도 많다.

## 스포츠

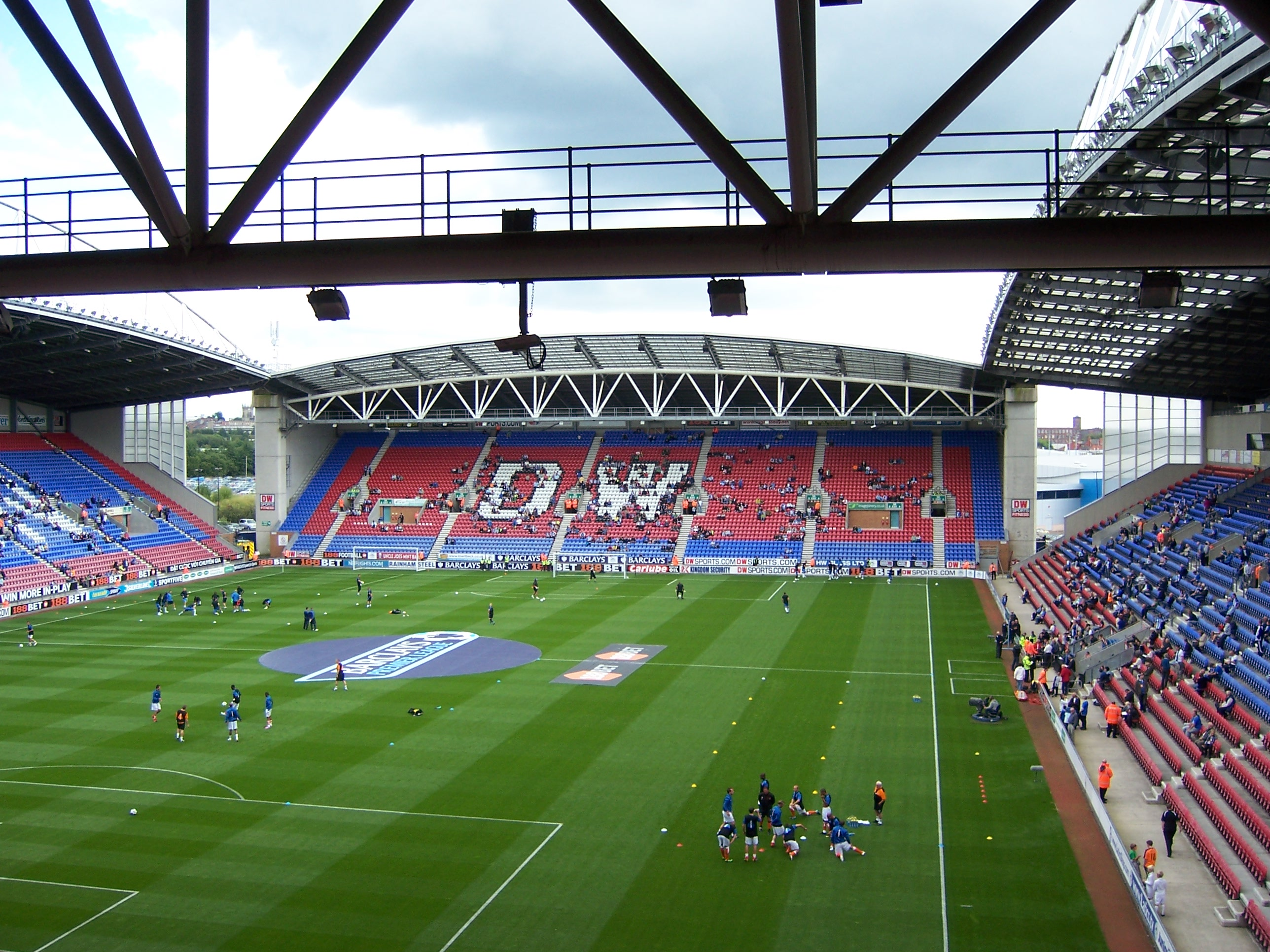
위건 애슬레틱 FC와 위건 워리어스가 공유를 하고 있는 DW 스타디움

프리미어리그에 속한 축구 클럽인 위건 애슬레틱 FC는 위건을 본거지로 하고 있다. 위건의 주경기장은 DW 스타디움이며, 럭비팀인 위건 워리어스와 공유를 하고 있다. 이 경기장은 시내의 로빈 파크 주변에 위치하고 있다. 25,000명을 수용할 수 있으며, 럭비경기장으로는 영국에서 최상위 경기장 중의 하나이다. 1990년 8월에 개장했으며, 3,000만 파운드의 건설비용이 들었고, 2009년 8월 1일 이름을 바꾸기까지 JJB 스타디움으로 불렸다.
한편 위건은 잉글랜드의 북부에 위치한 도시인 만큼, 요크셔와 랭커셔 지역에 더불어 “럭비 리그의 도시”로 유명하다.

## 교육
위건에는 윈스탠리 컬리지, 세인트 존 릭비 컬리지, 위건 앤 레이 컬리지를 포함한 수 많은 컬리지들이 있다. 이 대학들은 직업과 학문에 대한 다양한 과정을 제공하고 있다. 고등학교 수준의 학교들로는 다음과 같은 것들이 있다.
- Standish Community High School
- St Peter's Catholic High School
- Deanery High School
- St. John Fisher Catholic High School
- Abraham Guest High School
- PEMBEC High School
- Shevington High School
- Rose Bridge High School
- Hindley Community High School
- Cansfield High School
- Byrchall High School
- Our Lady Queen of Peace RC High School
- St Edmund Arrowsmith Catholic High School
- Hawkley Hall High School